# Edvan Bakaj
Edvan Bakaj (9 de outubro de 1987, Albânia) é um futebolista albanês que joga como posição de goleiro no clube de futebol albanês Besa Kavajë.

## História em Clubes
Edvan Bakaj começou sua carreira como profissional no Partizan da cidade de Tirana na Albânia, onde ficou por 3 temporadas sem jogar nenhuma partida, até que foi emprestado para o Luftëtari Gjirokastër em 2007. Bakaj só fez seu primeiro jogo profissionalmente, quando retornou do empréstimo, fazendo duas partidas pelo Partizan. Bakaj ficou menos de uma temporada no Partizan, quando foi novamente emprestado, mas desta vez para o Laçi onde fez 16 partidas. Bakaj retornou do empréstimo, mas só permaneceu três meses no Partizan, quando foi definitivamente comprado pelo Laçi. Ele permaneceu até o fim da temporada no Laçi, quando foi vendido para o Besa Kavajë em 11 de Janeiro de 2010. Bakaj já fez 5 partidas pelo Besa. 